# Temporada 2008 de la WNBA
La Temporada 2008 de la WNBA fue la duodécima en la historia de la Women's National Basketball Association. Volvía a constar de 14 equipos con la incorporación de las Atlanta Dream. Acabó con el tercer título para las Detroit Shock después de los de 2003 y  2006, que derrotaron en la final a las San Antonio Silver Stars.

## Clasificaciones

### Conferencia Este
| Conferencia Este     | G  | P  | PCT  | PD   | Casa | Fuera | Conf. |
| -------------------- | -- | -- | ---- | ---- | ---- | ----- | ----- |
| Detroit Shock x      | 22 | 12 | .647 | –    | 14–3 | 8–9   | 16–4  |
| Connecticut Sun x    | 21 | 13 | .618 | 1.0  | 13–4 | 8–9   | 13–7  |
| New York Liberty x   | 19 | 15 | .559 | 3.0  | 11–6 | 8–9   | 11–9  |
| Indiana Fever x      | 17 | 17 | .500 | 5.0  | 11–6 | 6–11  | 12–8  |
| Chicago Sky o        | 12 | 22 | .353 | 10.0 | 8–9  | 4–13  | 10–10 |
| Washington Mystics o | 10 | 24 | .294 | 12.0 | 6–11 | 4–13  | 6–14  |
| Atlanta Dream o      | 4  | 30 | .118 | 18.0 | 1–16 | 3–14  | 2–18  |

### Conferencia Oeste
| Conferencia Oeste          | G  | P  | PCT  | PD   | Casa | Fuera | Conf. |
| -------------------------- | -- | -- | ---- | ---- | ---- | ----- | ----- |
| San Antonio Silver Stars x | 24 | 10 | .706 | –    | 15–2 | 9–8   | 10–10 |
| Seattle Storm x            | 22 | 12 | .647 | 2.0  | 16–1 | 6–11  | 13–7  |
| Los Angeles Sparks x       | 20 | 14 | .588 | 4.0  | 12–5 | 8–9   | 12–8  |
| Sacramento Monarchs x      | 18 | 16 | .529 | 13–4 | 5–12 | 6.0   | 9–11  |
| Houston Comets o           | 17 | 17 | .500 | 7.0  | 13–4 | 4–13  | 10–10 |
| Minnesota Lynx o           | 16 | 18 | .471 | 8.0  | 10–7 | 6–11  | 8–12  |
| Phoenix Mercury o          | 16 | 18 | .471 | 8.0  | 9–8  | 7–10  | 8–12  |

## Galardones
| Galardón                                      | Ganadora        | Equipo                   |
| --------------------------------------------- | --------------- | ------------------------ |
| MVP de las Finales de la WNBA                 | Katie Smith     | Detroit Shock            |
| MVP de la Temporada de la WNBA                | Candace Parker  | Los Angeles Sparks       |
| Mejor Defensora de la WNBA                    | Lisa Leslie     | Los Angeles Sparks       |
| Jugadora Más Mejorada de la WNBA              | Ebony Hoffman   | Indiana Fever            |
| Peak Performers de la WNBA (puntos)           | Diana Taurasi   | Phoenix Mercury          |
| Peak Performers de la WNBA (rebotes)          | Candace Parker  | Los Angeles Sparks       |
| Peak Performers de la WNBA (asistencias)      | Lindsay Whalen  | Connecticut Sun          |
| Mejor Sexta Mujer de la WNBA                  | Candice Wiggins | Minnesota Lynx           |
| Rookie del Año de la WNBA                     | Candace Parker  | Los Angeles Sparks       |
| Premio a la Jugadora Más Deportiva de la WNBA | Vickie Johnson  | San Antonio Silver Stars |
| Entrenador del Año de la WNBA                 | Mike Thibault   | Connecticut Sun          |

## Playoffs
|  | 1ª ronda Mejor de 3 | 1ª ronda Mejor de 3 | 1ª ronda Mejor de 3 |             |   | Finales de Conferencia Mejor de 3 | Finales de Conferencia Mejor de 3 | Finales de Conferencia Mejor de 3 |  |   | Finales de la WNBA Mejor de 5 | Finales de la WNBA Mejor de 5 | Finales de la WNBA Mejor de 5 |  |
|  |                     |                     |                     |             |   |                                   |                                   |                                   |  |   |                               |                               |                               |  |
|  |                     |                     |                     |             |   |                                   |                                   |                                   |  |   |                               |                               |                               |  |
|  | 1                   | Detroit             | 2                   |             |   |                                   |                                   |                                   |  |   |                               |                               |                               |  |
|  | 1                   | Detroit             | 2                   |             |   |                                   |                                   |                                   |  |   |                               |                               |                               |  |
|  | 4                   | Indiana             | 1                   |             |   |                                   |                                   |                                   |  |   |                               |                               |                               |  |
|  | 4                   | Indiana             | 1                   |             | 1 | Detroit                           | 2                                 |                                   |  |   |                               |                               |                               |  |
|  | Conferencia Este    |                     |                     |             | 1 | Detroit                           | 2                                 |                                   |  |   |                               |                               |                               |  |
|  |                     |                     | 3                   | New York    | 1 |                                   |                                   |                                   |  |   |                               |                               |                               |  |
|  | 2                   | Connecticut         | 3                   | New York    | 1 | 1                                 |                                   |                                   |  |   |                               |                               |                               |  |
|  | 2                   | Connecticut         |                     |             |   |                                   |                                   |                                   |  |   |                               |                               |                               |  |
|  | 3                   | New York            | 2                   |             |   |                                   |                                   |                                   |  |   |                               |                               |                               |  |
|  | 3                   | New York            | 2                   |             |   |                                   |                                   |                                   |  | 1 | Detroit                       | 3                             |                               |  |
|  |                     |                     |                     |             |   |                                   |                                   |                                   |  | 1 | Detroit                       | 3                             |                               |  |
|  |                     |                     | 1                   | San Antonio | 0 |                                   |                                   |                                   |  |   |                               |                               |                               |  |
|  | 1                   | San Antonio         | 1                   | San Antonio | 0 | 2                                 |                                   |                                   |  |   |                               |                               |                               |  |
|  | 1                   | San Antonio         |                     |             |   |                                   |                                   |                                   |  |   |                               |                               |                               |  |
|  | 4                   | Sacramento          | 1                   |             |   |                                   |                                   |                                   |  |   |                               |                               |                               |  |
|  | 4                   | Sacramento          | 1                   |             | 1 | San Antonio                       | 2                                 |                                   |  |   |                               |                               |                               |  |
|  | Conferencia Oeste   |                     |                     |             | 1 | San Antonio                       | 2                                 |                                   |  |   |                               |                               |                               |  |
|  |                     |                     | 3                   | Los Angeles | 1 |                                   |                                   |                                   |  |   |                               |                               |                               |  |
|  | 2                   | Seattle             | 3                   | Los Angeles | 1 | 1                                 |                                   |                                   |  |   |                               |                               |                               |  |
|  | 2                   | Seattle             |                     |             |   |                                   |                                   |                                   |  |   |                               |                               |                               |  |
|  | 3                   | Los Angeles         | 2                   |             |   |                                   |                                   |                                   |  |   |                               |                               |                               |  |
|  | 3                   | Los Angeles         | 2                   |             |   |                                   |                                   |                                   |  |   |                               |                               |                               |  |
|  |                     |                     |                     |             |   |                                   |                                   |                                   |  |   |                               |                               |                               |  |